# غريمور
غريمور (grimoire) (/ɡrɪmˈwɑːr/) ويعرف أيضًا بـ ("كتاب التعاويذ"، "كتاب السحر"، أو "كتاب التعاويذ السحرية")[بحاجة لمصدر] يُعَد دليلًا شاملًا للسحر يحتوي عادةً على إرشادات حول كيفية صنع الأدوات السحرية مثل التمائم والطلاسم، بالإضافة إلى كيفية تنفيذ التعاويذ والشعائر السحرية وقراءة الطالع. كما يشرح طرق إستدعاء أو إستحضار الكيانات الخارقة كالملائكة والأرواح والآلهة والشياطين. في العديد من الحالات، يُعتقد أن هذه الكتب نفسها تمتلك قوى سحرية. يتضمن الغريمور على معلومات حول التعاويذ والشعائر وكيفية تحضير الأدوات السحرية، فضلاً عن قوائم المواد والمكونات ذات المرجعية السحرية. في هذا السياق، يمكن اعتبار كل كتاب يتحدث عن السحر كغريمور، ولكن ليس كل كتاب سحري يستوفي شروط الغريمور.

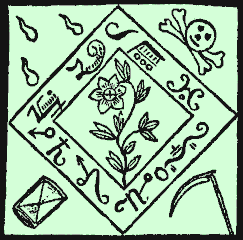
هذا التصميم لتميمة من كتاب الغريمور "black pullet"

على الرغم من أن مصطلح "غريمور" أصله أوروبي، وقد استخدمه العديد من الأوروبيين عبر التاريخ، مثل السحرة الطقوسيين والحكماء، إلا أن المؤرخ أوين ديفيز أشار إلى وجود كتب مشابهة يمكن العثور عليها في أنحاء مختلفة من العالم، مثل جامايكا وسومطرة. كما أضاف أن أول الغريمورات في العالم تم إنشاؤها في أوروبا والشرق الأدنى القديم.

## أصل الكلمة
أصل كلمة "غريمور" غير معروف بشكل واضح. يُعتقد غالبًا أن المصطلح جاء من الكلمة الفرنسية القديمة "غرامير"، والتي تعني "القواعد"، وكانت تُستخدم في البداية للإشارة إلى جميع الكتب المكتوبة باللاتينية. بحلول القرن الثامن عشر، بدأ المصطلح يُستخدم في فرنسا بشكل خاص للإشارة إلى كتب السحر. واقترح أوين ديفيز أن السبب في ذلك هو أن العديد من هذه الكتب استمرت في التداول كمخطوطات لاتينية.
فيما بعد، أصبح مصطلح "غريمور" تعبيراً مجازياً شائعاً بين الفرنسيين لوصف الأشياء الصعبة الفهم. وفي القرن التاسع عشر، ومع تزايد اهتمام البريطانيين بالغيبيات بعد صدور كتاب "الماغوس" لفرنسيس باريت (1801)، انتقل المصطلح إلى اللغة الإنجليزية ليشير إلى كتب السحر.

## التاريخ

### العصر القديم

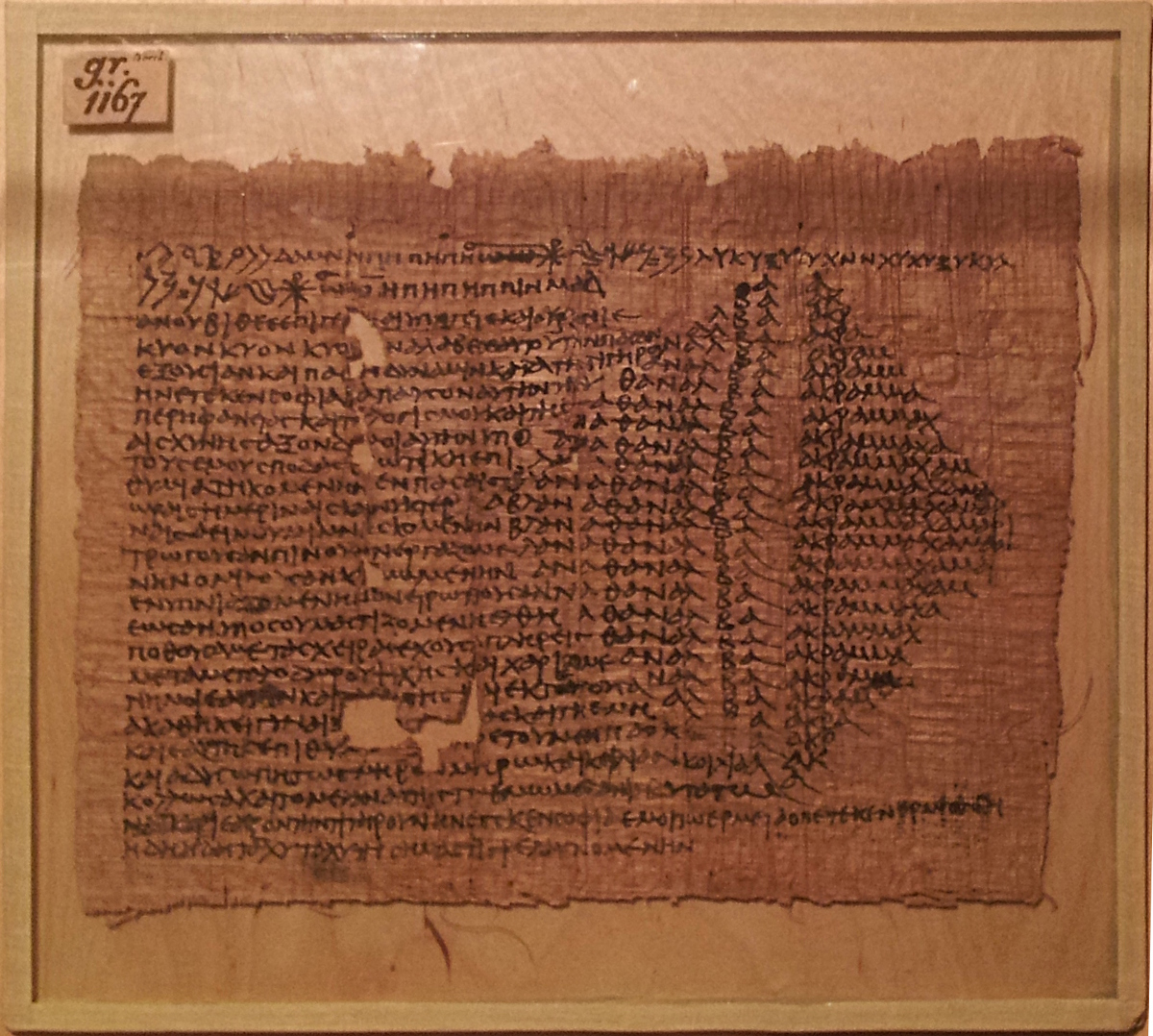
صفحة من البرديات السحرية اليونانية، وهي غريمور (كتاب سحري) من العصر القديم.

تعود أقدم التعاويذ السحرية المكتوبة المعروفة إلى بلاد ما بين النهرين القديمة (العراق حالياً)، حيث اكتشفها علماء الآثار منقوشة على ألواح طينية مسمارية في مدينة أوروك، وقد تم تأريخها بين القرنين الخامس والرابع قبل الميلاد. كما استخدم المصريون القدماء هذه التعاويذ السحرية، وقد وُجدت منقوشة على تمائم وعناصر أخرى. وقد تأثر نظام السحر المصري "حكا" بشكل كبير وتوسع بعد غزو المقدونيين بقيادة الإسكندر الأكبر لمصر في عام 332 قبل الميلاد.
خلال القرون الثلاثة في مصر الهلنستية، تطور نظام الكتابة القبطي وتم افتتاح مكتبة الإسكندرية. يُحتمل أن هذا أثر على كتب السحر، حيث تغيّرت التعاويذ من تعاويذ بسيطة للشفاء والحماية إلى أهداف أكثر تحديدًا مثل النجاح المالي والإشباع الجنسي. في تلك الفترة، ظهرت الشخصية الأسطورية هرمس الهرامسة، والتي تجمع بين الإله المصري تحوت والإله اليوناني هرمس، وكانت ترتبط هذه الشخصية بالكتابة والسحر، وبالتالي بكتب السحر.
كان الإغريق والرومان القدماء يعتقدون أن الفرس هم الذين اخترعوا كتب السحر. وذكر الكاتب بليني الأكبر في القرن الأول الميلادي أن الفيلسوف القديم زرادشت اكتشف السحر لأول مرة حوالي عام 647 قبل الميلاد، لكنه لم يُكتب إلا في القرن الخامس قبل الميلاد بواسطة الساحر هوشتانة. ومع ذلك، فإن المؤرخين المعاصرين لا يدعمون هذه الادعاءات.
كان يُعتبر اليهود في العصور القديمة على دراية كبيرة بالسحر، حيث تقول الأسطورة أنهم تعلموه من موسى، الذي درسه في مصر. كان الكثير من الكتاب القدماء يرون موسى على أنه مصري بدلاً من كونه يهوديًا. وتوجد مخطوطتان يُعتقد أنهما من القرن الرابع، ويدّعيان أنهما الكتاب الثامن لموسى (حيث تشكل الكتب الخمسة الأولى التوراة في العهد القديم)، ويصورونه كشخص يعبد آلهة متعددة ويشرح كيفية استحضار الآلهة والسيطرة على الشياطين.
هناك أدلة واضحة على أن بعض الطوائف المسيحية المبكرة، وخاصة الغنوصية، استخدمت كتب السحر. يحتوي كتاب أخنوخ الموجود ضمن مخطوطات البحر الميت على تفاصيل عن علم التنجيم والملائكة. وقد ظلت فكرة ارتباط أخنوخ وحفيده نوح بكتب السحر التي منحها لهم الملائكة حتى العصور الوسطى.
ارتبط الملك الإسرائيلي سليمان، وهو شخصية توراتية، بالسحر والشعوذة في العالم القديم. في القرن الأول، أشار المؤرخ الروماني اليهودي يوسيفوس إلى كتاب يُنسب لسليمان يحتوي على تعاويذ لاستدعاء الشياطين، وذكر كيف استخدم يهودي يُدعى إليعازر هذا الكتاب لعلاج حالات المس الشيطاني. يُحتمل أن يكون هذا الكتاب هو "وصية سليمان"، لكن من الأرجح أنه كان عملًا آخر. تُعد "وصية سليمان" المزيفة واحدة من أقدم النصوص السحرية. وهي مخطوطة يونانية تُنسب لسليمان، ويُعتقد أنها كُتبت في بابل أو مصر خلال القرون الخمسة الأولى بعد الميلاد، بعد أكثر من ألف عام على وفاة سليمان.
يروي العمل قصة بناء الهيكل ويذكر أن الشياطين كانت تعرقل عملية البناء، حتى منح رئيس الملائكة ميخائيل الملك خاتمًا سحريًا. هذا الخاتم، المحفور بخاتم سليمان، كان يمتلك القدرة على كبح جماح الشياطين ومنعهم من الإيذاء. استخدم سليمان الخاتم لحبس الشياطين في أوانٍ، وأمر العديد منهم بتنفيذ أوامره. ومع الوقت، ووفقًا للوصية، جذبته عبادة "الآلهة الزائفة" مثل مولوخ وبعل ورافا. وبعد أن فقد رضا الله، قام الملك سليمان بكتابة هذا العمل ليكون تحذيرًا وإرشادًا للقارئ.
عندما أصبحت المسيحية الديانة المهيمنة في الإمبراطورية الرومانية، رفضت الكنيسة المبكرة نشر الكتب السحرية واعتبرتها مرتبطة بالوثنية، فقامت بحرقها. يذكر العهد الجديد أنه بعد فشل أبناء سكيفا السبعة في طرد الأرواح الشريرة وانتشار الخبر، قرر الكثير من المتحولين الجدد إلى المسيحية في مدينة أفسس حرق كتبهم السحرية والوثنية. وأعتمد هذا الموقف بشكل واسع عقب وصول المسيحية إلى السلطة.

### العصور الوسطى
في العصور الوسطى، استمر إنتاج الكتب السحرية ضمن العالم المسيحي وبين اليهود وأتباع الإسلام الناشئ حديثاً. وأشار المؤرخ أوين ديفيس إلى أنه "بينما نجحت الكنيسة [المسيحية] في هزيمة العبادة الوثنية، لم تستطع وضع حد واضح ومستمر بين ممارسة العبادة الدينية والسحر". استمر استخدام هذه الكتب السحرية. في أوروبا المسيحية، قامت الكنيسة بتقسيم كتب السحر إلى فئتين: تلك التي تتعلق بـ"السحر الطبيعي" وأخرى تتعلق بـ"السحر الشيطاني".
كانت الفئة الأولى من السحر مقبولة لأنها اعتُبرت بمثابة ملاحظات لقوى الطبيعة التي أوجدها الله؛ فمثلًا، كانت كتب العلاج الأنجلو ساكسونية، التي تحتوي على تعاويذ بسيطة لأغراض طبية، مقبولة. أما السحر الشيطاني فكان مرفوضًا، حيث كان يُعتقد أنه مستمد من الشيطان وأعوانه وليس من الله. تهتم هذه الكتب السحرية بموضوعات مثل الشعنذة والتنبؤ والديمونولوجيا. ومع ذلك، هناك الكثير من الأدلة التي تشير إلى أن رجال الدين في العصور الوسطى كانوا من كبار ممارسي السحر، وبالتالي كانوا يمتلكون وينسخون ويدورون الكتب السحرية، كما نُسبت بعض هذه الكتب إلى الباباوات.

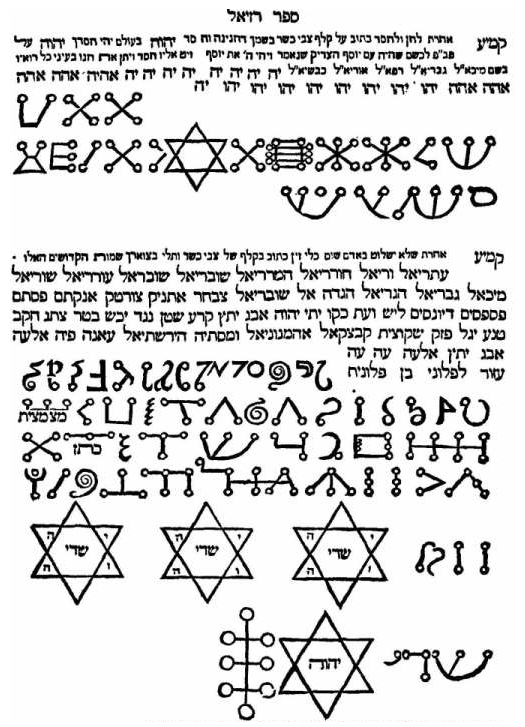
مقتطف من "كتاب الملاك رزئيل"، يتضمن رموز سيجيل (أو سغولات، סגולות، في العبرية).

كان هناك كتاب سحري عربي يركز على السحر النجمي يدعى "غاية الحكيم" من القرن العاشر. لاحقاً، تمت ترجمته إلى اللاتينية وانتشر في أوروبا خلال القرن الثالث عشر تحت اسم "بيكاتريكس". لكن لم تكن جميع الكتب السحرية في تلك الفترة تعتمد على المصادر العربية. على سبيل المثال، "كتاب قسم هينوريوس" من القرن الثالث عشر كان مستنداً بشكل كبير إلى التعاليم المنسوبة إلى الملك سليمان في الكتاب المقدس، واحتوى على عناصر مثل الصلوات ودائرة طقسية بهدف رؤية الله والجحيم والمطهر واكتساب الحكمة والمعرفة. بالإضافة إلى ذلك، كان هناك "كتاب الملاك رزئيل" العبري الذي تُرجم في أوروبا إلى "ليبر رازئيليس أرخانيجي".
كتاب أخر زُعم أن سليمان كتبه ظهر في الأصل باليونانية في القرن الخامس عشر، وعُرف باسم "المعاهدة السحرية لسليمان" أو "المفتاح الصغير لفن الهيرومانسي". ويُقال إن الحرفيين والنبي سليمان قد اكتشفوه. في القرن السادس عشر، تُرجم هذا النص إلى اللاتينية والإيطالية وأعيدت تسميته إلى "كلافكيولا سالومونيس" أو "مفتاح سليمان".
خلال العصور الوسطى في العالم المسيحي، تم تأليف كتب سحرية نُسبت إلى شخصيات قديمة، مما أضفى عليها طابعًا من المصداقية بسبب قِدمها. ويُقال إن الراهب الألماني والمتصوف تريثيموس (1462–1516) كان يمتلك كتابًا يدعى "كتاب سمعان الساحر"، مستندًا إلى شخصية سمعان المجوسي، الساحر المذكورة في العهد الجديد.
وبالمثل، كان من المعتقد بشكل واسع بين الشعوب في العصور الوسطى أن شخصيات قديمة مثل الشاعر فيرجيل والفلكي بطليموس والفيلسوف أرسطو كانوا مرتبطين بالسحر، وانتشرت كتب سحرية زُعم أنها من كتابتهم. ومع ذلك، كان هناك من لم يصدق ذلك؛ على سبيل المثال، أكد الراهب الفرنسيسكاني روجر باكون (حوالي 1214-1294) أن الكتب التي تدعي زيفًا أنها من تأليف مؤلفين قدامى "يجب أن تُمنع قانونيًا".

### الحقبة الحديثة المبكرة
مع بداية الحقبة الحديثة المبكرة في أواخر القرن الخامس عشر، واجهت أوروبا تغييرات كبيرة أثرت على إنتاج المخطوطات السحرية. واعتبر المؤرخ أوين ديفيز أن من بين أهم هذه التغييرات الإصلاح البروتستانتي والإصلاح المضاد الكاثوليكي لاحقًا؛ وحملات محاكمات السحرة، فضلاً عن ظهور الطباعة. شهد عصر النهضة استمرار الاهتمام بالسحر الموجود في العصور الوسطى، وبرز اهتمام متزايد بالهرمسية بين السحرة الطقوسيين في أوروبا، خاصة بعد ترجمة "الجسد الهرمسي" القديم إلى اللغة اللاتينية عام 1471 بواسطة مارسيليو فيسينو (1433-1499).
إلى جانب ذلك، شهد التصوف اليهودي المعروف بالقبالة تزايدًا في الاهتمام، حيث انتشر في جميع أنحاء القارة عبر جهود بيكو ديلا ميراندولا ويوهان ريوتشلين. كان هاينريش كورنيليوس أجريبا (1486-1535) يُعتبر أبرز ساحر في عصر النهضة، حيث قام بدراسة واسعة للمواضيع السحرية والمخطوطات القديمة، ونشر في النهاية كتابه الخاص "ثلاثة كتب في الفلسفة الخفية" عام 1533. شخصية أخرى مثيرة للاهتمام كانت باراسيلسوس (1493-1541)، الساحر السويسري، الذي نشر "عن الأسرار العليا للطبيعة"، حيث ميز بوضوح بين السحر الجيد والسيء. وساحر ثالث هو يوهان جورج فاوست، الذي ألهم العديد من الأعمال الأدبية اللاحقة، مثل "الدكتور فوستوس" لكريستوفر مارلو، والتي قامت بتصويره كشخص يتواصل مع الشياطين.
استمرت فكرة علم الشياطين في الحفاظ على مكانتها خلال عصر النهضة، حيث تمت كتابة العديد من المخطوطات السحرية التي تتناول هذا الموضوع، مثل "الكتاب الرابع في الفلسفة الخفية" الذي زُعم خطأ أنه من تأليف كورنيليوس أجريبا، و"المونارشيا الوهمية للشياطين" الذي يحتوي على قائمة تضم 69 شيطانًا. في مواجهة ذلك، سمحت الكنيسة الكاثوليكية الرومانية بنشر العديد من كتب طرد الأرواح الشريرة، والتي كانت طقوسها غالبًا مشابهة جدًا لطقوس استحضار الشياطين. بالتوازي مع هذه الأعمال المتعلقة بالشياطين، استمر تأليف المخطوطات التي تُعنى بالسحر الطبيعي، مثل كتاب "ماجيا ناتوراليس" الذي ألفه جيامباتيستا ديلا بورتا (1535–1615).
شهدت آيسلندا الحفاظ على تقاليدها السحرية في الأعمال المحلية، وأبرز مثال على ذلك هو "الجالدربوك"، الذي يضم العديد من الرموز ذات الأصول الغامضة المخصصة للساحر. تعكس هذه الأعمال اندماجًا مثاليًا بين التأثيرات الوثنية للجرمان والمسيحية، حيث تطلب المساعدة من الآلهة النوردية وتشير لأسماء الشياطين.

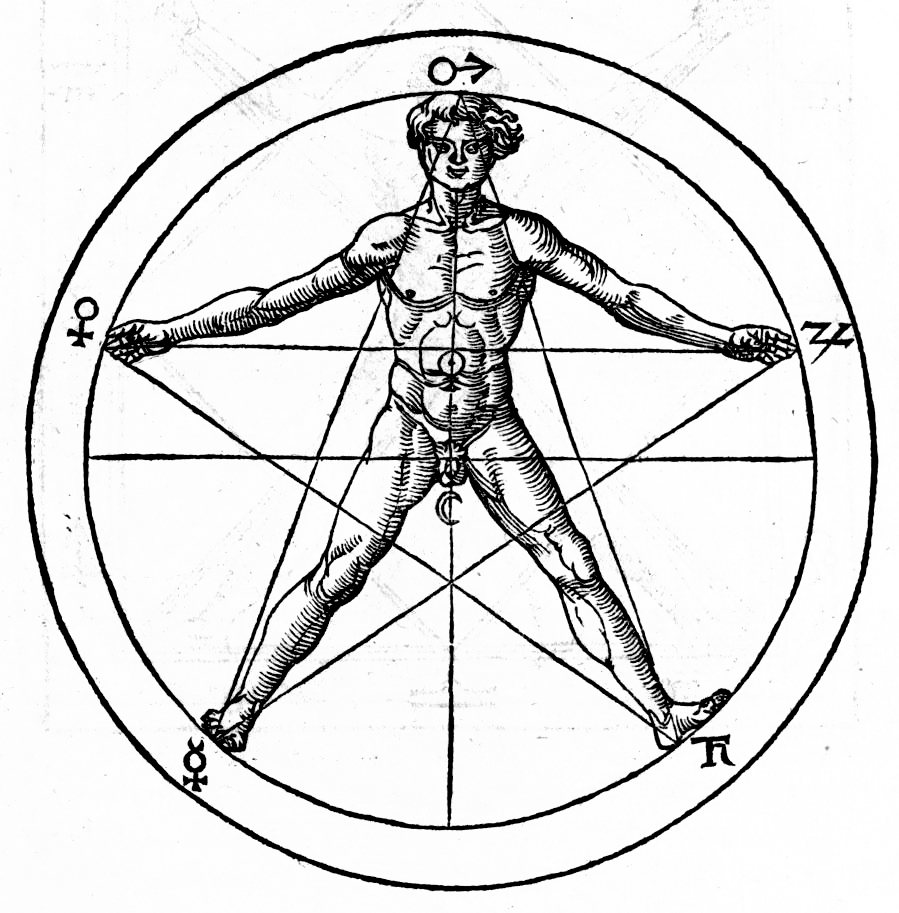
رجل مضمّن داخل نجمة خماسية، من كتاب "عن الفلسفة الخفية" لهاينريش كورنيليوس أجريبا (المعروف بـ "ثلاثة كتب في الفلسفة الخفية"). العلامات الموجودة على المحيط ذات طبيعة فلكية.

مع ظهور الطباعة في أوروبا، أصبح من الممكن إنتاج الكتب بكميات كبيرة لأول مرة، مما أتاح لها الوصول إلى جمهور متزايد من القراء المتعلمين. من بين الكتب الأولى التي تمت طباعتها كانت النصوص السحرية، مثل "النوميناس"، التي اشتملت على صلوات للقديسين تُستخدم كتعويذات. لقد كانت هذه المخطوطات السحرية تُنشر بشكل خاص في البلدان البروتستانتية، مثل سويسرا والولايات الألمانية، التي لم تكن تحت هيمنة الكنيسة الكاثوليكية الرومانية.
بالرغم من ظهور الطباعة، ظلَّت المخطوطات السحرية المكتوبة يدويًا تحظى بتقدير كبير، لإيمان الناس بأن لها قدرات سحرية خاصة، واستمر إنتاجها. مع زيادة توفر هذه الكتب، أصبح الناس من الطبقات الاجتماعية الدنيا والنساء قادرين على الوصول إلى كتب السحر، وغالبًا ما تم دمج هذا المحتوى في السحر الشعبي للمجتمع، وخاصة للسحرة المحترفين. انتقلت هذه الأعمال من أوروبا إلى الأجزاء من أمريكا اللاتينية التي كانت تحت سيطرة الإمبراطوريات الإسبانية والبرتغالية، وكذلك إلى المناطق من أمريكا الشمالية التي كانت تحت الهيمنة البريطانية والفرنسية.
خلال تلك الفترة، نظمت محاكم التفتيش التابعة للكنيسة الكاثوليكية الرومانية حملات واسعة لقمع الأشخاص والمعتقدات التي أعتبروها هرطقة. غالبًا ما وُجدت المخطوطات السحرية بين ممتلكات هؤلاء الهرطقيين وتم إتلافها. في عام 1599، أصدرت الكنيسة قائمة بالكتب المحظورة، حيث تم تصنيف العديد من المخطوطات السحرية ضمن الكتب الممنوعة، بما في ذلك بعض الأعمال من القرون الوسطى مثل "مفتاح سليمان" التي كانت لا تزال شائعة آنذاك.
في المسيحية، تفشى الخوف من الشعوذة الذي اعتبروه مرتبطًا بالشيطان. هذه الهستيريا المعروفة بمطاردة الساحرات أدت إلى وفاة نحو 40,000 شخص، معظمهم نساء. في بعض الأحيان، تمت ملاحقة الأشخاص الذين وُجدت بحوزتهم مخطوطات سحرية، خاصة تلك المتعلقة بالشياطين، كالسحرة، ولكن غالبية المتهمين لم يكن لديهم وصول لهذه الكتب. كانت أيسلندا تشكل استثناءً بفضل معدل التعليم المرتفع، حيث ثلث محاكمات السحر الـ134 تضمنت أشخاصًا يمتلكون مخطوطات سحرية. مع نهاية الفترة الحديثة المبكرة وبداية عصر التنوير، شرعت حكومات أوروبية عديدة في سن قوانين تحظر المعتقدات الخرافية لمحاولة إنهاء حملات مطاردة الساحرات؛ مما أثر على نشر هذه المخطوطات.
بالتزامن مع ذلك، أثرت الهرمسية والقبّالة على تطوير فلسفة صوفية تعرف بأسم الصليب الوردي، والتي ظهرت لأول مرة في أوائل القرن السابع عشر من خلال نشر كتيبين في ألمانيا يتحدثان عن مجموعة الوردة الصليبية الغامضة. زعمت هذه المنشورات أن جذور الوردة الصليبية ترجع إلى شخصية من العصور الوسطى تُعرف بكريستيان روزنكرويتز، الذي يُقال إنه أسس أخوية الصليب الوردي. ومع ذلك، لا توجد أدلة تثبت وجود كلاً من روزنكرويتز أو الأخوية.

### القرن الثامن عشر والتاسع عشر
في القرن الثامن عشر، برزت حركة عصر التنوير التي ركزت على تعزيز العلم والعقلانية، خاصة بين الطبقات الحاكمة. ومع ذلك، ظل الإيمان بالسحر والشعوذة منتشرًا في أجزاء واسعة من أوروبا، واستمرت محاكمات السحرة في بعض المناطق. سعت الحكومات للحد من أنشطة السحرة والعرافين، وخاصة في فرنسا، حيث اعتبرتهم السلطات آفات اجتماعية تستنزف أموال السذج، غالباً عبر وعود بالعثور على الكنوز. وضمن هذه الجهود، صودر العديد من الكتب السحرية.
ابتداءً من القرن السابع عشر، نشأ في فرنسا نوع جديد مؤقت من الأدب المطبوع يعرف بـ "المكتبة الزرقاء". انتشرت العديد من الكتب السحرية على نطاق واسع بين عدد متزايد من الناس،[بحاجة لمصدر] بما في ذلك كتب مثل "غراند ألبرت"، "بيتيت ألبرت" (1782)، "غريموير دو باب أونوريوس"، و"إنشايريديون ليونيس بابا". تميز "بيتيت ألبرت" بتقديم مجموعة متنوعة من السحر، بدءًا من التعويذات البسيطة لعلاج الأمراض، وصولاً إلى الأمور المعقدة، مثل تعليمات صنع "يد المجد".
في أواخر القرن الثامن عشر وأوائل القرن التاسع عشر، عقب الثورة الفرنسية عام 1789، صدر كتاب سحري مؤثر للغاية يسمى "الغريمور الكبير ‏". كان يُعتبر قويًا لأنه تضمن استحضار وعقد اتفاق مع الوزير الرئيسي للشيطان، لوسيفوج روفوكالي، بهدف كسب الثروة منه. لاحقًا، نُشرت نسخة جديدة من هذا الغريمور تحت عنوان "التنين الأحمر" وتم عرضها للبيع في العديد من المكتبات في باريس. من بين الكتب المماثلة التي نُشرت في فرنسا خلال تلك الفترة كانت "بلاك بولييت" و"غريمويريوم فيرم". يتميز كتاب "بلاك بولييت"، الذي يُعتقد أنه كتب في أواخر القرن الثامن عشر في روما أو فرنسا، بأنه لا يدعي كونه مخطوطة قديمة، بل يُروى من قبل رجل كان عضوًا في قوات نابليون خلال الحملة المصرية.
على الرغم من معارضة العقلانيين والكنيسة، انتشرت الكتب السحرية المطبوعة في فرنسا بشكل واسع، ثم انتقلت بسرعة إلى الدول المجاورة مثل إسبانيا وألمانيا. في ذلك الوقت، كانت جنيف السويسرية ترتبط بالسحر في نظر الكاثوليك بسبب دورها كمركز للبروتستانتية. لذا، كانت سويسرا وجهة للمهتمين بالسحر القادمين من الدول الكاثوليكية لاقتناء الكتب السحرية أو للبحث عن التعلم من السحرة هناك. قريبًا، ظهرت كتب سحرية تضم قديسين كاثوليك، وأحد الأمثلة التي برزت في القرن التاسع عشر وشهدت رواجاً في إسبانيا هو "كتاب القديس سيبريانو"، الذي زعم بشكل خاطئ أنه يعود إلى حوالي العام 1000. وكالعديد من الكتب السحرية الأخرى في تلك الفترة، تناول هذا الكتاب موضوع كيفية العثور على الكنوز.

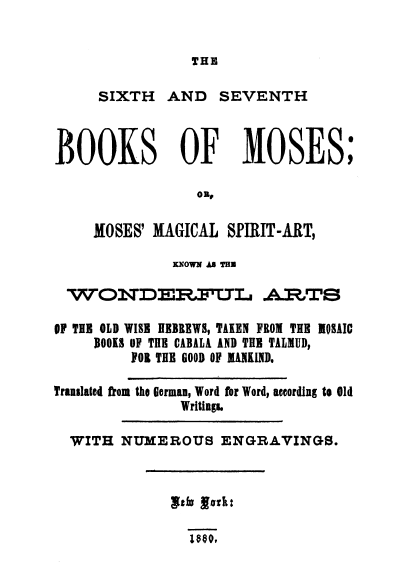
صفحة العنوان لطبعة نيويورك لعام 1880 من الكتاب السادس والسابع لموسى.

في ألمانيا، تزايد الاهتمام بالفولكلور خلال القرن التاسع عشر، مما دفع العديد من المؤرخين للاهتمام بالسحر والكتب السحرية. وقد نشر البعض منهم مقتطفات من هذه الكتب ضمن مؤلفاتهم حول تاريخ السحر، وهذا بدوره ساعد في انتشارها بشكل أكبر. من بين هؤلاء المؤرخين، يبرز القس البروتستانتي جورج كونراد هورست (1779-1832) الذي قام بين عامي 1821 و1826 بنشر مجموعة من النصوص السحرية في ستة مجلدات، حيث تناول فيها دراسة الكتب السحرية بوصفها ظاهرة فريدة للعقلية في العصور الوسطى.
كان يوهان شايلب، بائع الكتب القديمة، أحد العلماء الذين اهتموا بالكتب السحرية في ذلك الوقت، وهو أول من نشر "كتابا موسى السادس والسابع"، وهما كتابان سحريان مؤثران يزعمان أن النبي اليهودي القديم موسى هو من كتبهما. انتشر "الكتاب السادس والسابع لموسى" لاحقًا في بلدان إسكندنافيا، حيث عُرفت في الدنمارك والسويد بالكتب السوداء، ووجدت شيوعًا بين أفراد الجيش.
في بريطانيا، تم إنتاج المزيد من الكتب السحرية الجديدة طوال القرن الثامن عشر، مثل كتاب "توضيح جديد وكامل للعلم السماوي للتنجيم" الذي ألفه إيبنزر سيبلي. في العقود الأخيرة من ذلك القرن، شهدت لندن تجددًا في الاهتمام بعلم التنجيم، وساهم في ذلك نشر فرانسيس باريت لكتابه "ذا ماغوس" في عام 1801. ضم الكتاب العديد من العناصر المستمدة من كتب سحرية أقدم، وبالأخص تلك التي ألفها كورنيليوس أغريبا. وبالرغم من أن "الساحر" لم يكن شعبيًا عند ظهوره الأول، إلا أنه بمرور الوقت أصبح نصًا له تأثير كبير.
قام جون باركين، أحد تلاميذ باريت، بتأليف كتابه السحري اليدوي بعنوان "العرافة العظمى للسماء، أو فن السحر الإلهي"، ولكنه لم يرَ النور، ويرجع ذلك إلى أن بريطانيا كانت في حالة حرب مع فرنسا، وكانت الكتب السحرية تُعتبر متعلقة في الغالب بالفرنسيين. الكاتب الوحيد الذي قام بنشر كتب سحرية بريطانية بشكل واسع في أوائل القرن التاسع عشر كان روبرت كروس سميث، حيث نشر "ميرلين الفلسفي" في عام 1822 و"عالم التنجيم في القرن التاسع عشر" في عام 1825، ولكن كلا العملين لم يحقق نجاحًا في المبيعات.
في أواخر القرن التاسع عشر، استعادت بعض المنظمات السحرية ذات الطابع شبه الماسوني، مثل جماعة الفجر الذهبي الهرمسية و"أوردو تمبلي أورينتيس"، عددًا من هذه النصوص ومنها "كتاب أبريميلين" و"مفتاح سليمان".

### القرن العشرين والحادي والعشرين
يدّعى أن "الغريمور السري لتورييل" تم تأليفه في القرن السادس عشر، لكن لم تُكتشف أي نسخة تعود لفترة أقدم من عام 1927.
"نيكرونوميكون سيمون" هو غريمور حديث استوحي إسمه من الكتاب السحري الخيالي ضمن قصص الكاتب هوارد فيليبس لافكرافت "نيكرونوميكون"، حيث تأثر بالأساطير البابلية والـ"Ars Goetia"، وهي أحد الأجزاء الخمسة المكونة لـ"مفتاح سليمان الأصغر ‏" والتي تتعلق باستحضار الشياطين. ويُعتبر "Azötia" لأندرو د. تشامبلي، بحسب وصف غافين سيمبل، غريمور عصري أيضًا.
ظهرت ديانة الويكا الوثنية الحديثة بشكل علني في الأربعينيات من القرن العشرين، حيث قدّم جيرالد غاردنر "كتاب الظل" كغريمور معتمد لديانة الويكا.
يُستخدم مصطلح "غريمور" عادةً كاسم بديل لكتاب التعاويذ أو مجلد للمعرفة السحرية في أدب الخيال والألعاب القائمة على تقمص الأدوار. ويُعتبر "نيكرونوميكون" أشهر غريمور خيالي، وهو من إبداع الكاتب هوارد فيليبس لافكرافت.

## أنظر أيضًا
- سفر
- مفتاح سليمان
- مخطوط

## روابط خارجية
- أرشيفات النصوص المقدسة على الإنترنت: Grimoires
- Grimoires الرقمية
- الفولكلور الاسكندنافي نسخة محفوظة 21 مارس 2017 على موقع واي باك مشين.
- ريدار ثورالف كريستيانسن؛ بات شو ايفرسن (1964). حكايات شعبية من النرويج. مطبعة جامعة شيكاغو. ISBN:978-0-226-10510-9.